# Wagonmaster
Wagonmaster släpptes den 5 juni 2007 på skivbolaget Anti och blev det sista studioalbumet av den amerikanske countryartisten Porter Wagoner, som avled den 28 oktober samma år. En video gjordes för albumets enda singel, "Committed to Parkview."

## Låtlista
1. Wagonmaster, Pt. 1 (Stuart) – 0:48
2. Be a Little Quieter (Wagoner) – 2:25
3. Who Knows Right from Wrong – 3:17
4. Albert Erving (Wagoner) – 4:18
5. A Place to Hang My Hat (Camp, Hill, Long) – 3:24
6. Eleven Cent Cotton (Wagoner, Stuart) – 2:39
7. My Many Hurried Southern Trips (Parton, Wagoner) – 3:19
8. Committed to Parkview (Cash) – 3:40
9. The Agony of Waiting (Wagoner) – 3:36
10. Buck and the Boys (Stuart) – 0:52
11. Fool Like Me (Wagoner) – 2:51
12. Late Love of Mine (Wagoner) – 3:11
13. Hotwired (Camp, Sanders) – 3:35
14. Brother Harold Dee (Wagoner) – 4:23
15. Satan's River (Wagoner) – 3:21
16. Wagonmaster, Pt. 2 (Stuart) – 1:08
17. Porter & Marty: Men with Broken Hearts/(I Heard That) Lonesome Whistle (Davis/Williams) – 6:04

## Medverkande
- Jim DeMain – Mastering
- Stuart Duncan – Akustisk hitarr, fiol
- Eric Fritsch – Piano, Hammondorgel
- Brian Glenn – Bas
- Carl Jackson – bakgrundssång
- Mike Johnson – Pedal steel
- Gordon Mote – Piano
- Scott Munn – Chefsproducent
- Fred Newell – Pedal steel
- Maria Elena – Orbean Production Coordination
- Adam Smith – Fotografi
- Harry Stinson – Trummor
- Marty Stuart – Akustisk gitarr, Elgitarr, Körsång, låtskrivare, Producent, Fotografi
- Buck Trent – Banjo, elbanjo
- Joey Turner – Tekniker, överdubbning, Mixning
- Kenny Vaughan – Akustisk gitarr, Elgitarr, Archguitar
- Porter Wagoner – Låtskrivare, Sång
- Stoker White – Assistent